# Aleksandra Derganc
Aleksandra Derganc (rojstni priimek Šermazanova), slovenska jezikoslovka, rusistka, * 21. november 1948, Maribor.

## Življenje in delo
Aleksandra Derganc je diplomirala leta 1974 iz ruščine in angleščine na ljubljanski Filozofski fakulteti in se leta 1975 zaposlila na Oddelku za slovanske jezike in književnost FF v Ljubljani, kjer je 1984 doktorirala iz rusistike. Leta 1989 je bila izvoljena za izredno in 2002 za redno profesorico za ruski jezik na Filozofski fakulteti v Ljubljani. Strokovno se je izpopolnjevala na Dunaju, v Celovcu, Minsku, Moskvi in Sofiji. V raziskovalnem delu se je posvetila tipološkim pojavom v sodobnem ruskem jeziku in njegovi zgodovini; izsledke objavlja v domači in tuji strokovni literaturi. Leta 1988 je postala sourednica Literarne revije. V slovenščino je prevedla tudi nekatere tuje znanstvene jezikoslovne prispevke. Po upokojitvi (2014) je bila proglašena za zaslužno profesorico Univerze v Ljubljani (2017).